# Scoto-Normand
Le terme scoto-normand (également scotto-normand, franco-écossais ou franco-gaélique) s’emploie pour décrire les personnes, les familles, les établissements et les artefacts archéologiques d’origine normande, anglo-normande, française, voire flamande, qui en sont venus à être associés à l’Écosse du Moyen Âge. Il s’emploie également pour n’importe laquelle de ces choses qui présentent un syncrétisme entre la culture française ou anglo-française d'une part et la culture gaélique de l’autre.
On décrit souvent comme scoto-normands les rois d’Écosse de la période située entre le règne de Dabíd mac Maíl Choluim et la maison de Stuart. Un cas classique de syncrétisme culturel français et gaélique serait le seigneur de Galloway qui a utilisé les noms gaélique de Lochlann et français de Roland et employé des auxiliaires normannophones et gaélisants.
Les historiens substituent de plus en plus cette expression au terme « anglo-normand » lorsqu’il s’agit de l’Écosse.

## Voir également
- Anglo-Normand
- Cambro-Normand
- Hiberno-Normand
- Italo-Normand